# 萨德里·埃尔泰姆
萨德里·埃尔泰姆（土耳其語：Sadri Ertem，1898年—1943年）是20世纪土耳其作家和凱末爾主義政治家，共和人民黨早期关键人物之一。

## 生平
1920年毕业于伊斯坦布尔大学哲学与文学系。之后一直是新闻工作者，著有四部长篇小说和五部短篇小说。1939年至1943年间担任第六届和第七届土耳其大国民议会屈塔希亚选区议员。

## 影响
1946年，任溶溶在《新文学》杂志创刊号上以笔名“易蓝”发表了对萨德里·埃尔泰姆的译作《粘土做成的炸肉片》。